# Soph'
 (octobre 2018).
Soph' (née le 6 novembre 1974 à Toulouse) est une dessinatrice de presse et de bandes dessinées. 

## Biographie et carrière
Soph' est née à Toulouse le 6 novembre 1974. Après l'obtention du baccalauréat B, elle étudie une année à l'École des beaux-arts. Elle passe une licence de lettres ainsi que le CAPES de lettres modernes pour devenir professeur de français en lycée puis en collège dans la région lilloise.
Inspirée particulièrement par la découverte du blog BD de Frantico, Soph' lance son propre blog uniquement écrit : Les Toujours Ouvrables. Puis elle y intègre ses dessins. Son blog humoristique se présente sous forme de planches de bandes dessinées. Pour nourrir ses publications régulières, la dessinatrice s'inspire de son quotidien, en particulier de son métier de professeur dans un collège assez difficile où les perles ne manquent pas. Elle se représente donc derrière les traits de son personnage principal, en marinière et au nez rouge. 
En 2008, Soph' se place deuxième dans la catégorie Révélation blog BD à Angoulême et elle gagne le Prix de la création sur Internet dans la catégorie blog BD du Festival de Romans. Elle est alors contactée par les éditions Magnard pour s'occuper de la partie bandes dessinées (scénarios et dessins) de six Petits guides déjantés à l'usage des profs, en collaboration avec Marie, une autre blogueuse enseignante. De plus, elle participe au Festi'Blog, festival consacré aux blogs BD (deuxième participation en 2009).
La même année, Soph' signe un contrat avec les éditions Paquet pour la publication des albums de sa propre série, THE plus Beau Métier du Monde, inspirée de toute la partie de son blog consacrée à sa vie au collège. Les histoires tournent, pour la plupart des planches, autour du personnage d'une élève nommée Émilie. Le premier album, Émilie graine de génie sorti en 2009, a remporté le Prix des lycéens du festival de Creil et le Prix du premier album au festival de la bande dessinée de Roubaix[réf. nécessaire].
Elle a aussi collaboré au Dico des blogs des éditions en ligne Foolstrip.
Parallèlement, Soph' a dessiné pour le site d'informations Rue89, le site d'éducation Weblettres.fr, a collaboré en tant qu’illustratrice aux manuels de français de l'éditeur lelivrescolaire.fr, a publié dans les magazines Public, Psikopat, Siné Madame et L'Écho des savanes et publie actuellement dans les magazines 200 et Siné Mensuel — dans lequel elle écrit également — et dans le webzine Mazette.fr, successeur de Psikopat. Depuis août 2020 elle dessine au Canard Enchaîné, et à L'Humanité depuis janvier 2022.
Un album de strips est paru début 2020 aux éditions Lapin : Tronches de vies.

## Influences
Soph' se réclame de l'influence majeure du magazine Fluide glacial (années 1980-1990) et de nombreux dessinateurs tels que Binet, Trondheim, Watterson, Larcenet, Edika, Gotlib, Franquin... . Son style de dessin au trait simple et expressif est comparé au dessinateur Reiser. Ainsi, dans le magazine de bandes dessinées BoDoï, une journaliste dira de son personnage que « C'est Gaston Lagaffe dessiné par Reiser ».

## Œuvres publiées
- Petits guides déjantés à l'usage des profs
- Bienvenue à Profland, 2008, Magnard (Marie et Soph')
- Dans la cage aux fauves, 2008, Magnard (Marie et Soph')
- S.O.S., les parents débarquent !, 2008, Magnard (Marie et Soph')
- Parlez-vous Mammouth ?, 2008, Magnard (Marie et Soph')
- Survivre en salle des profs, 2008, Magnard (Marie et Soph')
- Ils sont plus nuls que l'an dernier !, 2008, Magnard (Marie et Soph')
- Participation au recueil Héros sur canapé, Vraoum
- Tronches de vies, 2020,  Éditions Lapin (Soph’)

### THE plus Beau Métier du Monde
- Tome 1 : Émilie, graine de génie, tome 1, 2009, Paquet (Soph')
- Tome 2 : Émilie a des tas d'amis, tome 2, 2010, Paquet (Soph')